# 三好秀昌
三好 秀昌（みよし ひであき）は、自動車評論家・カメラマン・ラリードライバー。東京都調布市在住。

## 来歴
埼玉県立所沢北高等学校出身、日本大学芸術学部写真学科卒業。出版社と契約、カメラマンと試乗記事を執筆しながら国内の自動車ラリーに出場する。
1989年、イギリスに移動し、イギリス国内選手権に三菱・ギャランVR-4で参戦。
1991年、イギリス国内選手権で年間2位。翌年からヨーロッパラリー選手権に出場。当時のライバルは、コリン・マクレーやトミ・マキネンなどがいた。またこの時期、世界ラリー選手権（WRC）に参加する三菱ラリーアート・ジャパンのチームマネージャーも務めながら、ラリーにも参戦した。ニックネーム「マッドドッグ」はこの頃に命名されたといわれている。
1995年-1996年には スバル・インプレッサでWRCサファリラリーグループNクラス優勝（1995年はケニア国内選手権）し、スバルのサファリラリーNクラス7連覇に貢献した。1999年のサファリラリー参戦後、活動を休止。
2003年、全日本ラリー選手権2輪駆動部門に日産・フェアレディZ(Z33)で出場。
2007年、28年の歴史があるFIA（国際自動車連盟）アフリカラリー選手権（ARC）に三菱・ランサーエボリューションで参加。翌年の2008年にはタンザニア、ウガンダ、ケニア、ジンバブエ、ザンビアで計5戦、現地を熟知するライバルを相手に、1位3回、2位1回の成績を収め、年間チャンピオンとなった。資金が潤沢だったわけではなく、レースの合間は、ナイロビの知人の家に泊まり、仲間とトラックを連ねて移動した。
以後、ラリーから離れていたが、2012年にキャロッセから依頼があり、トヨタ・86から全日本ラリー選手権に第3戦から復帰。第7戦のラリー北海道で86にとって全日本ラリー初優勝を果たし、最後までチャンピオン争いを繰り広げた。
自動車評論家でもあり、豊富な経験による的確なドライビング知識と分析を数々の自動車媒体に寄稿するかたわら、雪上ドライビングのインストラクターなども務めている。

## 戦績

### 世界ラリー選手権
| 年     | チーム                  | 使用車両                | クラス | 1   | 2     | 3     | 4   | 5      | 6       | 7   | 8       | 9       | 10  | 11    | 12    | 13    | 14  | 順位 | ポイント |
| ------ | ----------------------- | ----------------------- | ------ | --- | ----- | ----- | --- | ------ | ------- | --- | ------- | ------- | --- | ----- | ----- | ----- | --- | ---- | -------- |
| 1995年 |                         | スバル・インプレッサWRX | N4     | MON | SWE   | POR 4 | FRA | NZL 10 | AUS Ret | ESP | GBR Ret |         |     |       |       |       |     | 23位 | 4        |
| 1996年 |                         | スバル・インプレッサWRX | N4     | SWE | KEN 1 | INA   | GRC | ARG    | FIN     | AUS | ITA     | ESP     |     |       |       |       |     | 4位  | 13       |
| 1997年 | Subaru Rally Team Japan | スバル・インプレッサWRX | N4     | MON | SWE   | KEN   | POR | ESP    | FRA     | ARG | GRC     | NZL Ret | FIN | INA 3 | ITA   | AUS 3 | GBR | 12位 | 10       |
| 1998年 | Subaru Rally Team Japan | スバル・インプレッサWRX | N4     | MON | SWE   | KEN   | POR | ESP    | FRA     | ARG | GRC     | NZL 6   | FIN | ITA   | AUS 9 | GBR   |     | 41位 | 1        |
| 1999年 |                         | スバル・インプレッサWRX | N4     | MON | SWE   | KEN 3 | POR | ESP    | FRA     | ARG | GRC     | NZL     | FIN | CHN   | ITA   | AUS   | GBR | 18位 | 5        |